# Pionosyllis templadoi
Pionosyllis templadoi är en ringmaskart som beskrevs av San Martin 1991. Pionosyllis templadoi ingår i släktet Pionosyllis och familjen Syllidae. Inga underarter finns listade i Catalogue of Life.